# Неофройдизъм
Неофройдизма (от древногр. νέος - нов + фройдизъм) е течение в психологията, развило се през 20-30-те години на XX век от фройдизма. То е основано от последователи на Зигмунд Фройд, които приемат основата на неговата теория, но преработват ключовите понятия на психоанализата на Фройд, например основния постулат за социалната детерминираност на психиката на човека. Например, Юнг придава особено значение на архетипите и принизява сексуалната природа на либидото. Ерик Ериксън описва несексуални стадии на развитие строго свързани по времетраене на периодите с психосексуалните стадии на Фройд.
При това в основата на всички теоретични направления на течението, лежат понятието за безсъзнателното и принципните конфликтни отношения между човек и общество. За идеен предшественик на неофройдизма се смята Алфред Адлер, а за най-влиятелни представители: Карл Юнг, Ерих Фром, Карен Хорни и Хари Стек Съливан.